# Cryptonevra sasae
Cryptonevra sasae är en tvåvingeart som först beskrevs av Nartshuk 1973.  Cryptonevra sasae ingår i släktet Cryptonevra och familjen fritflugor. Inga underarter finns listade i Catalogue of Life.